# 白山白川鄉White Road

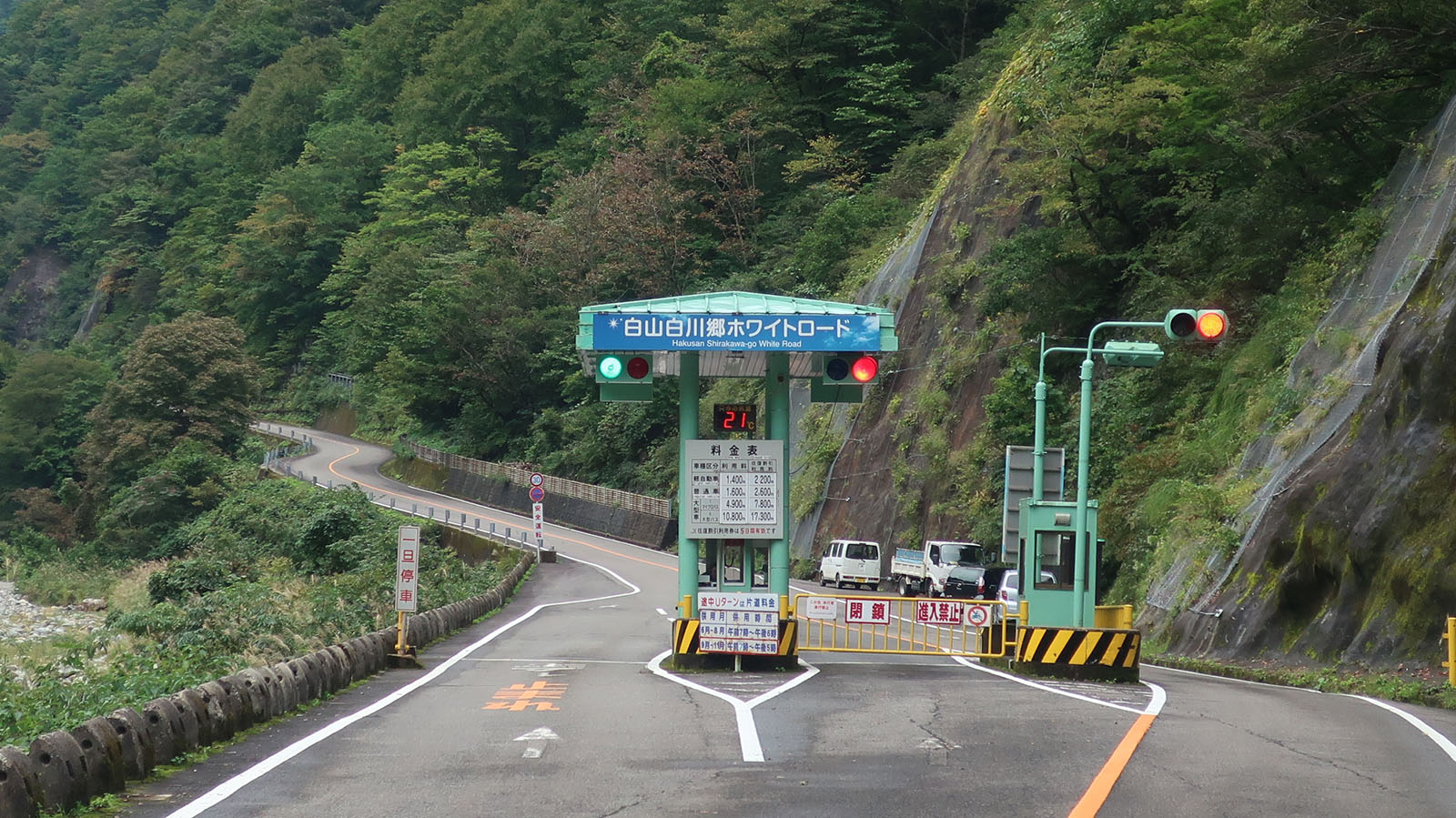
白山白川鄉White Road
於石川縣一方的中宮收費站（2019年9月）

白山白川鄉White Road（日语：／）是一條連接石川縣白山市尾添至岐阜縣大野郡白川村鳩谷，全長33.3公里的收費道路。
此路舊名為白山超級林道（日语：／）。在2015年4月1日給予新的暱稱後便改變名稱。
此道路禁止電單車通行。

## 概要
道路在1977年（昭和52年）開通。此道路是唯一穿越白山國立公園特別地區，也及唯一直接連接石川縣和岐阜縣之間的唯一汽車道路。林道全長33.3公里（石川縣一方佔18.6公周，岐阜縣一方佔14.7公里）。
道路在靈峰、白山的北邊繞過。沿途可看見長滿原始山毛櫸林的樹海和高山植物，成為了一條於山岳地帶行走的觀光道路。道路位於海拔600至1,450米處。在全長約33公里道路都是在白山國立公園內行走。在石川縣一方可看見高低差達86米的福部大瀑布，另外還有7座不同的瀑布。隨後道路沿蛇谷溪谷之間內的V型深谷和陡峭懸崖處行走。在縣界處的高度與國見山和三方岩岳越差不多。在道路海拔較高處會途經多個髮夾彎。在岐阜縣一方連接以世界文化遺產「白川鄉與五箇山的合掌構造村落」而知名的白川鄉。
在2015年4月1日起，道路的暱稱改為「白山白川鄉White Road」。而正式名稱為白山林道（日语：／）。當時的森林開發公團在特定森林地域開發林道項目中開設超級林道，此道路是其中之一。此道路成為了連接國道360號不通能行區間的其中一條途徑。另外，此道路也是跨越石川縣與岐阜縣之間唯一行車道路。另外，此道路是石川縣內唯一由縣（石川縣農林業公社）管理的收費道路。在三方岩隧道靠近岐阜縣一方設有停車場，該處設有前往三方岩岳的登山道。舊暱稱為「白山超級林道」。後來由於「林道」使人聯想未鋪裝的道路和轉難行走，因此兩縣公開招募新暱稱，在全國收到了2183個名稱。

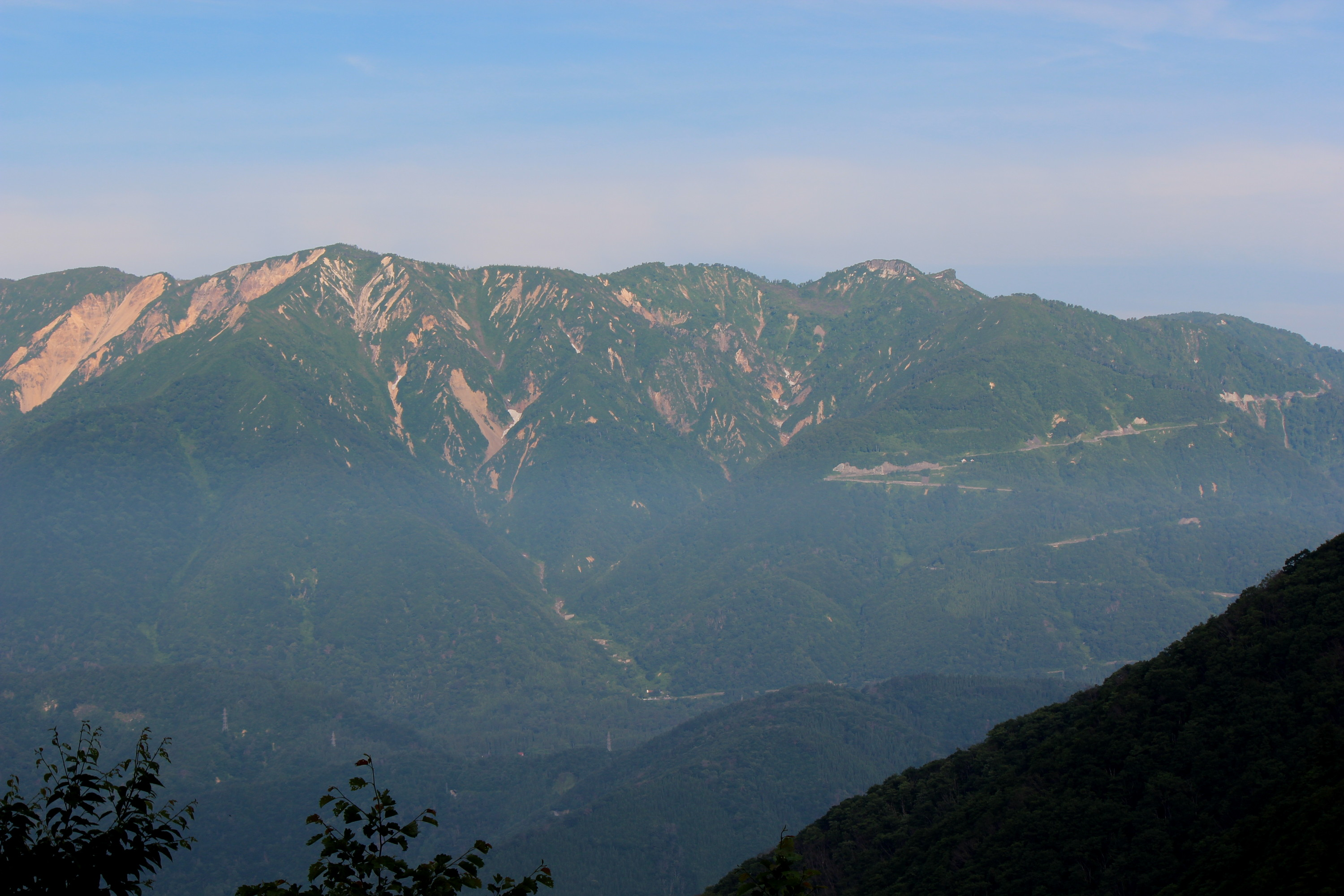
道路在三方岩岳（日语：三方岩岳）北邊通過
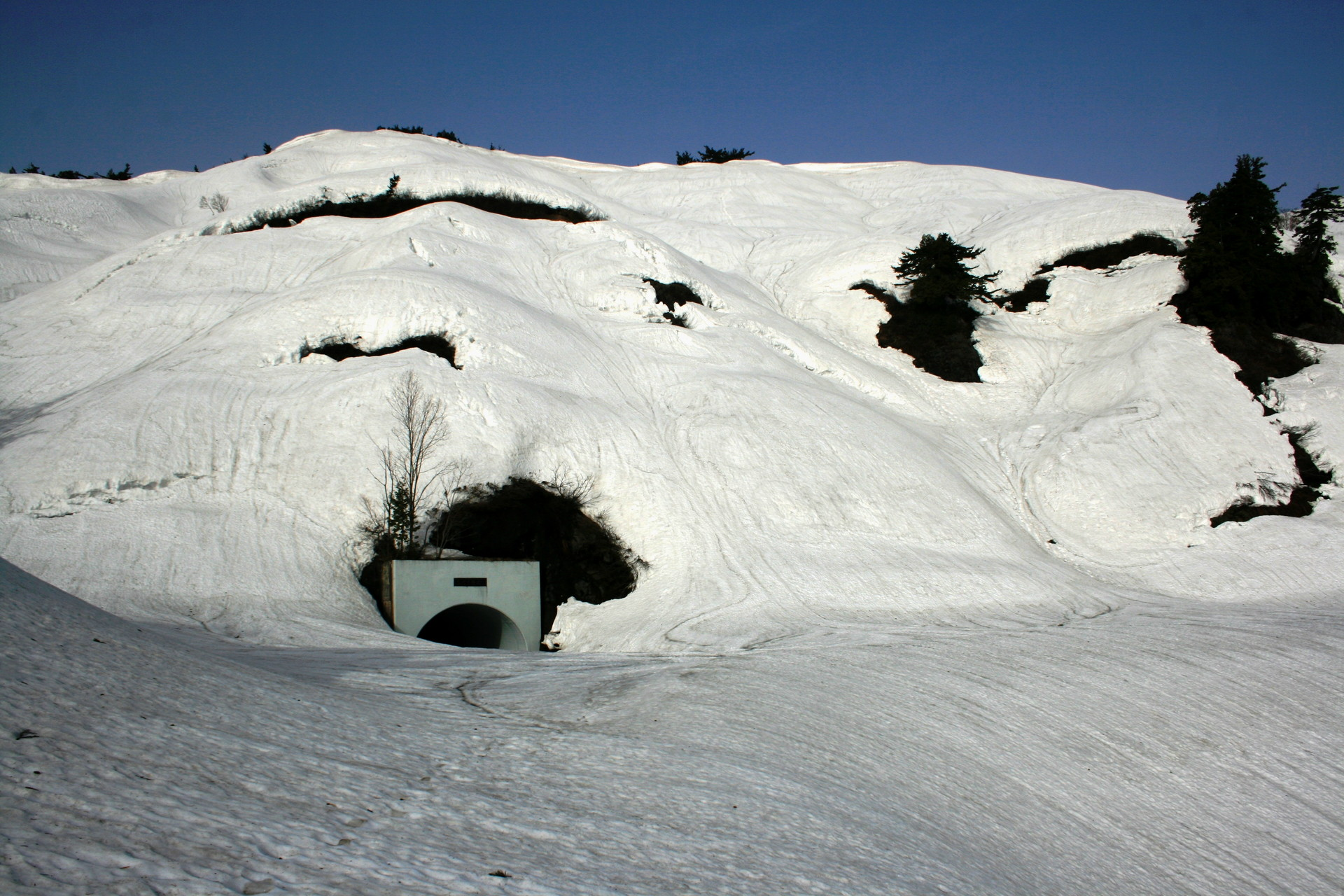
在岐阜縣與石川縣縣界處，同時為道路最高處設有三方岩隧道
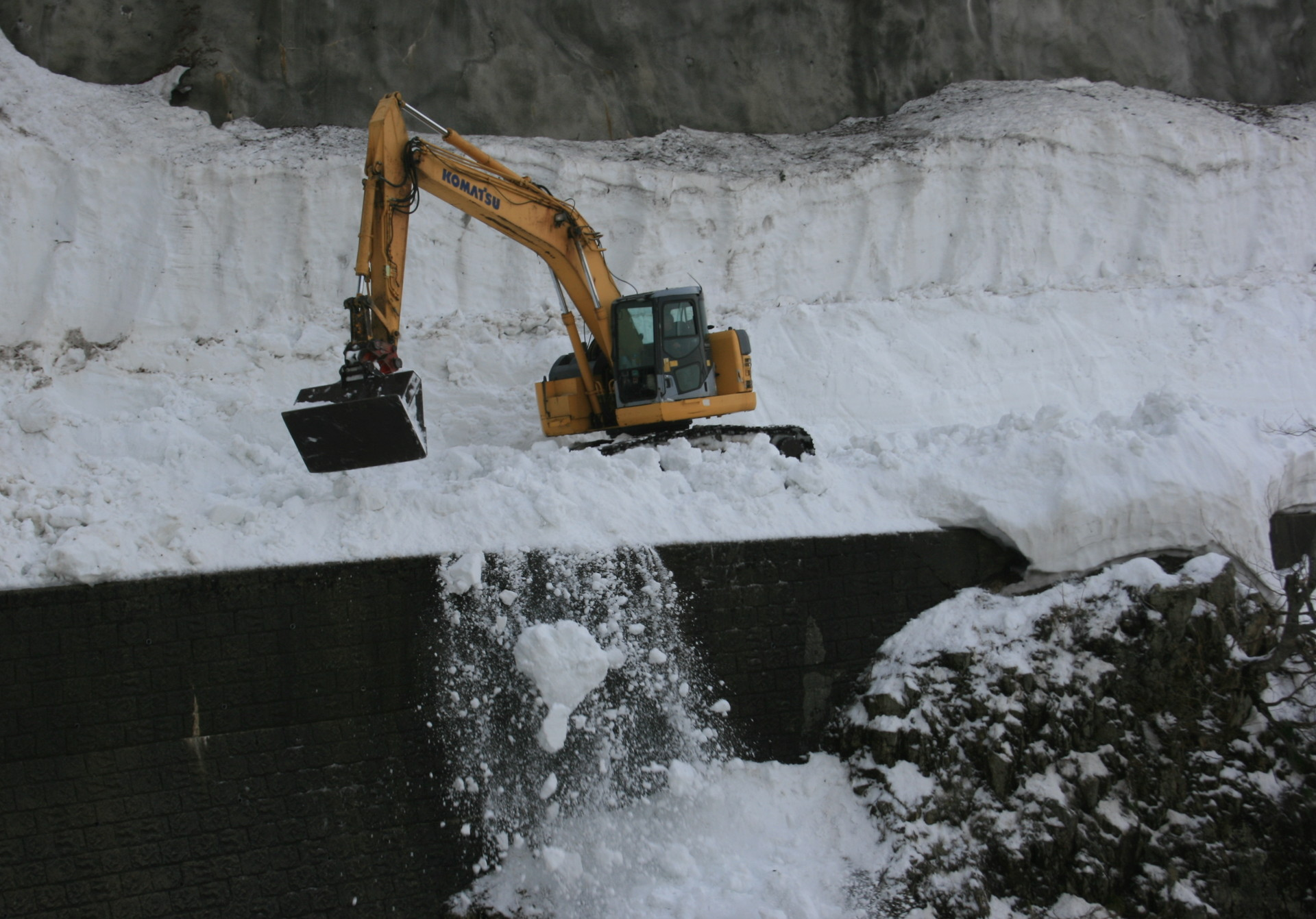
在春季進行除雪作業
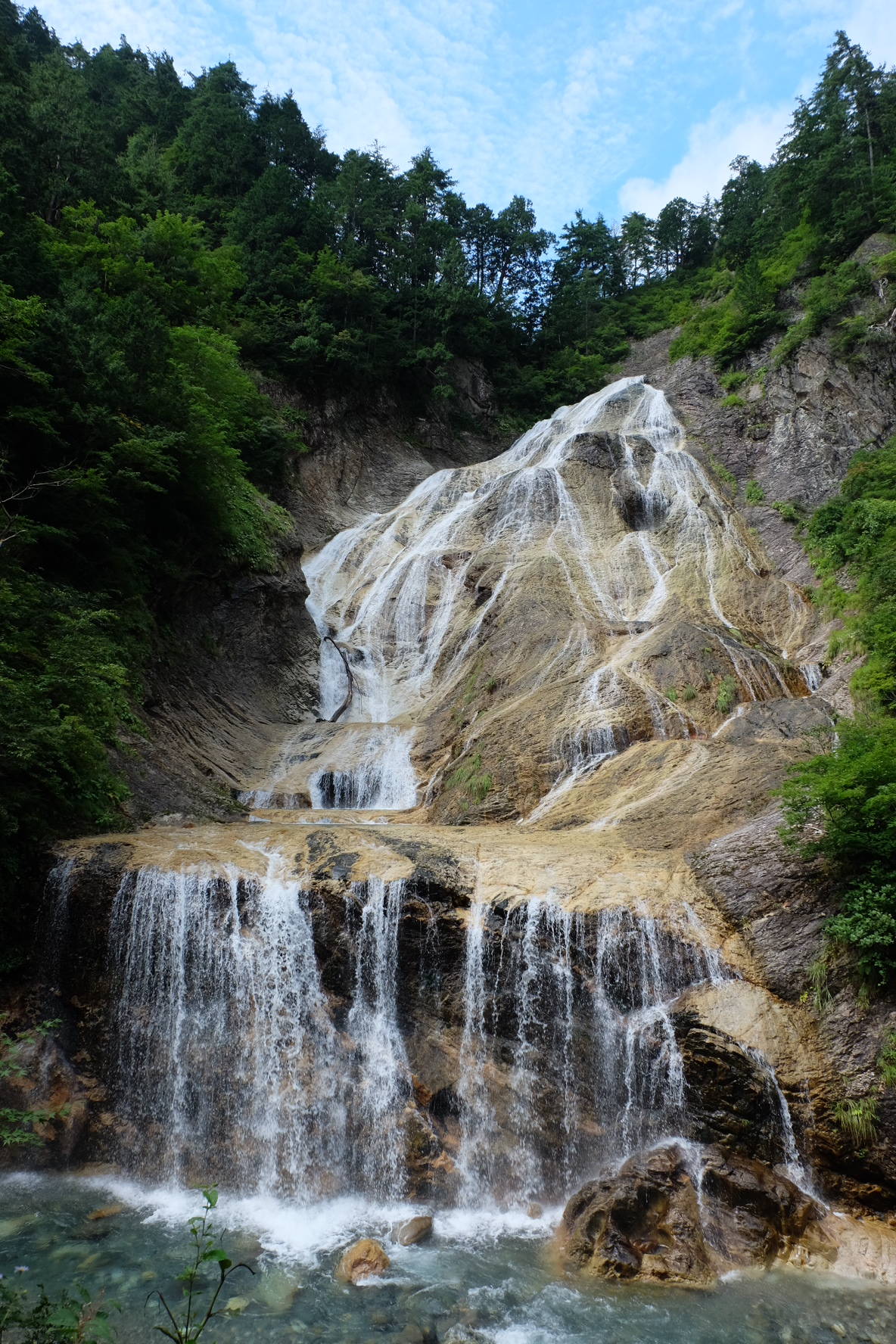
姥瀑布（日语：姥ヶ滝） 高低差76米，海拔770米
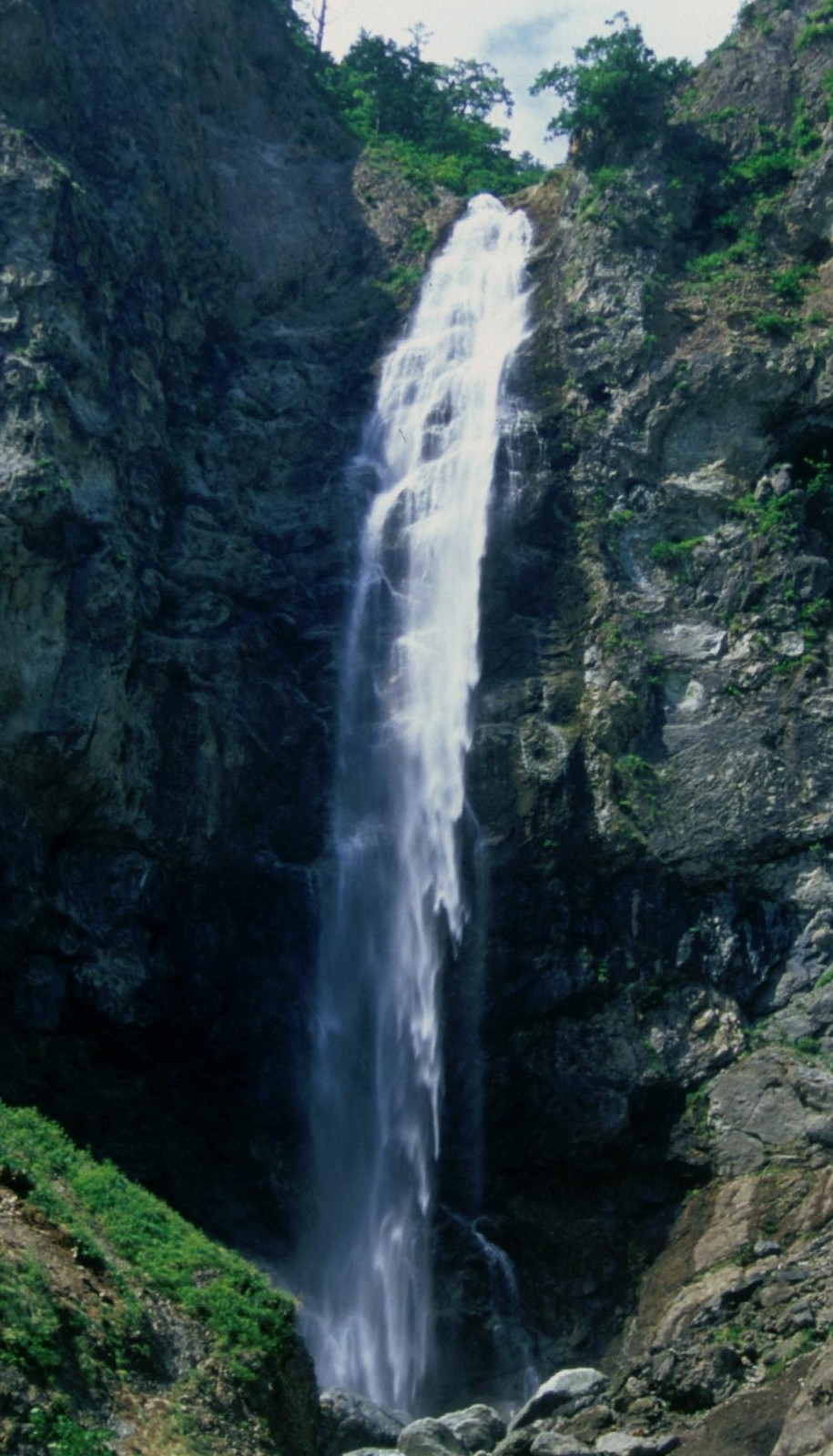
福部大瀑布 高低差86米，海拔900米
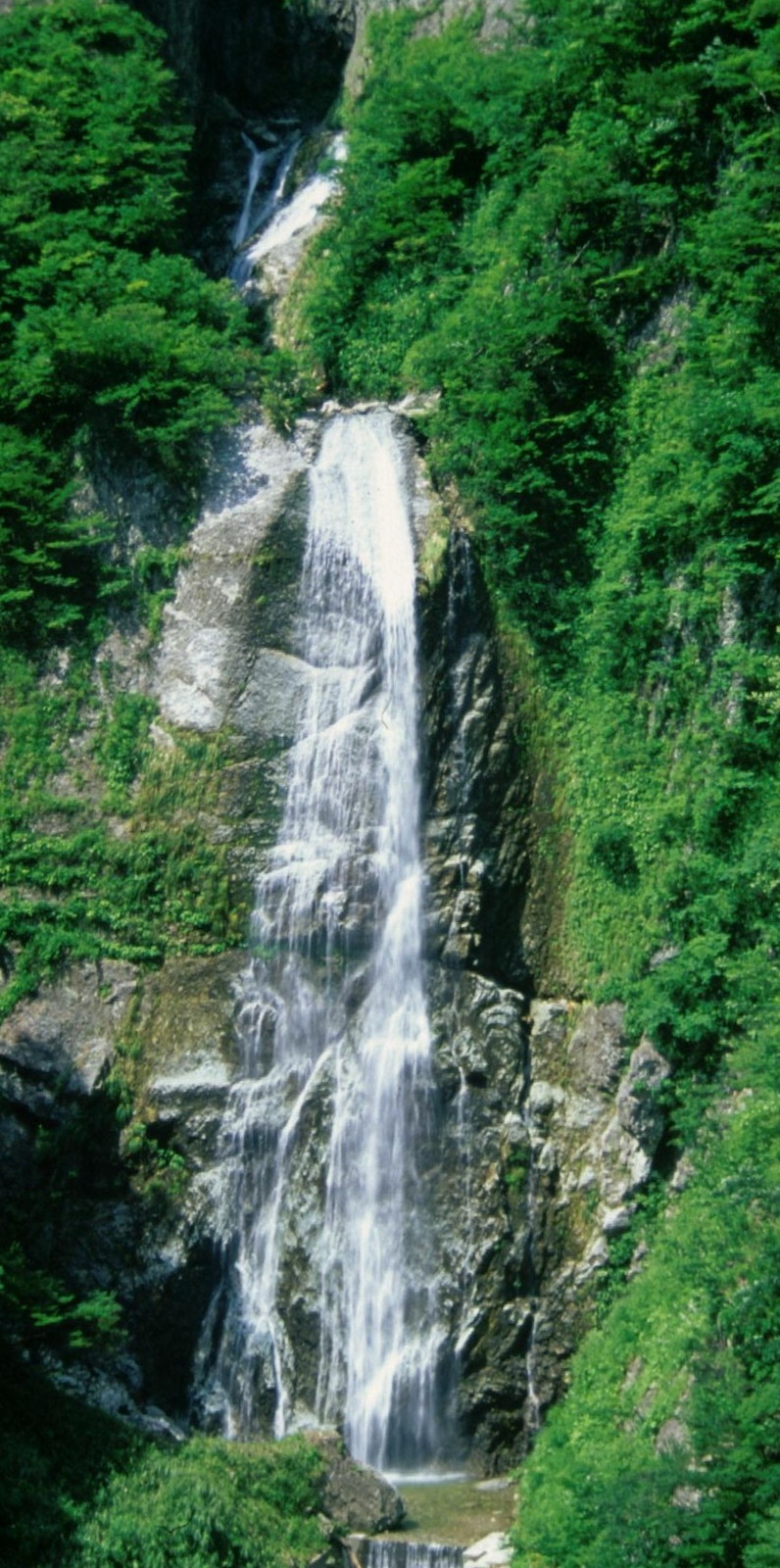
尻高瀑布 海拔690米

## 歷史
- 1967年（昭和42年）11月：開始動工[1]。
- 1977年（昭和52年）
  - 8月25日：「白山超級林道」開通[13]。
  - 8月26日：開始公開使用[1][14]。
- 2010年（平成22年）7月：自開通以來，通過車輛突破300萬架次[15]。
- 2015年（平成27年）4月：暱稱改為「白山白川鄉White Road」。同年6月25日全線開通[16]。
- 2019年（令和元年）：在2018年（平成30年）12月於石川縣一方發生土石流，在岐阜縣一方一直暫停通行直至6月7日[17]，石川縣一方則為7月19日[18][19]。
- 2020年（令和2年）：在2019年發生土石流的附近再發生土石流（同年2月24日被發現）[14][20]。在岐阜縣一方於同年6月27日重開，在石川縣一方整年禁止通行[21][22][23]。

### 2018年土石流
在2018年12月冬季道路關閉期間，於石川縣一方距離起點1.6公里處，高40米，寬40米的山坡發生崩塌。該處為免費區間，預定在冬季後的4月開放通行，但是發生該事件後推遲開放日期（當初計劃在5月開放）。在石川縣一方，包括在發生土石流的地點在內的3公里區間禁止通行。其餘區間及岐阜縣一方的區間於2019年6月7日先行開放。在7月19日，石川縣一方，發生土石流地點處約130米區間重開並實施單線雙程行車。該單線雙程行車區間直至2021年前還在進行復修工程。另外，原本整個區間在一小時降雨量達25毫米便禁止行走，但是在該區間的條件提高至10毫米。

### 2020年土石流
在2020年2月25日，官方發表位於2018年山坡崩塌現場旁再次發生土石流。石川縣原本計劃在2021年5月起，包含崩塌現場，從起點至尾添收費站之間的免費區間先行開放（實施單線雙程行車），翌月開放收費區間。但是由於需要進行修復工程，因此石川、岐阜兩縣之間的道路整年關閉，不能通行。而位於免費區間內的中宮溫泉也沒有營業。後來在岐阜縣一方的區間於同年6月27日重開。

## 路線狀況
白山白川鄉White Road由於會通過白山國立公園，因此晚間不可通行。另外由於路段處於豪雪地帶，在11月10日至翌年6月上旬之間的冬季時期關閉。
開放時間
- 6月 - 8月（7:00 - 18:00）關門時間 19:00
- 9月 - 11月（8:00 - 17:00）關門時間 18:00

電單車、摩托化自行車（廣義來說包含迷你車）和輕車輛禁止使用該道路。這是由於雖然道路已經全面鋪裝，但是由於較多急彎和斜坡，因此電單車通過時會比較危險，公安委員會便決定禁止上述車輛使用道路。行人也禁止於道路內行走。在收費區間內舉行步行活動時，部分區間會變為行人專用區，在該時候容許行人在道路上行走（但是在活動時，行人不可以步行跨越石川縣和岐阜縣）。另外在2013年起舉行「白山白川鄉100km超級馬拉松」期間，整段白山白川鄉White Road會被用作賽道，因此道路被會關閉，禁止車輛通行（參見活動官方網站 （页面存档备份，存于））。

### 通行費用

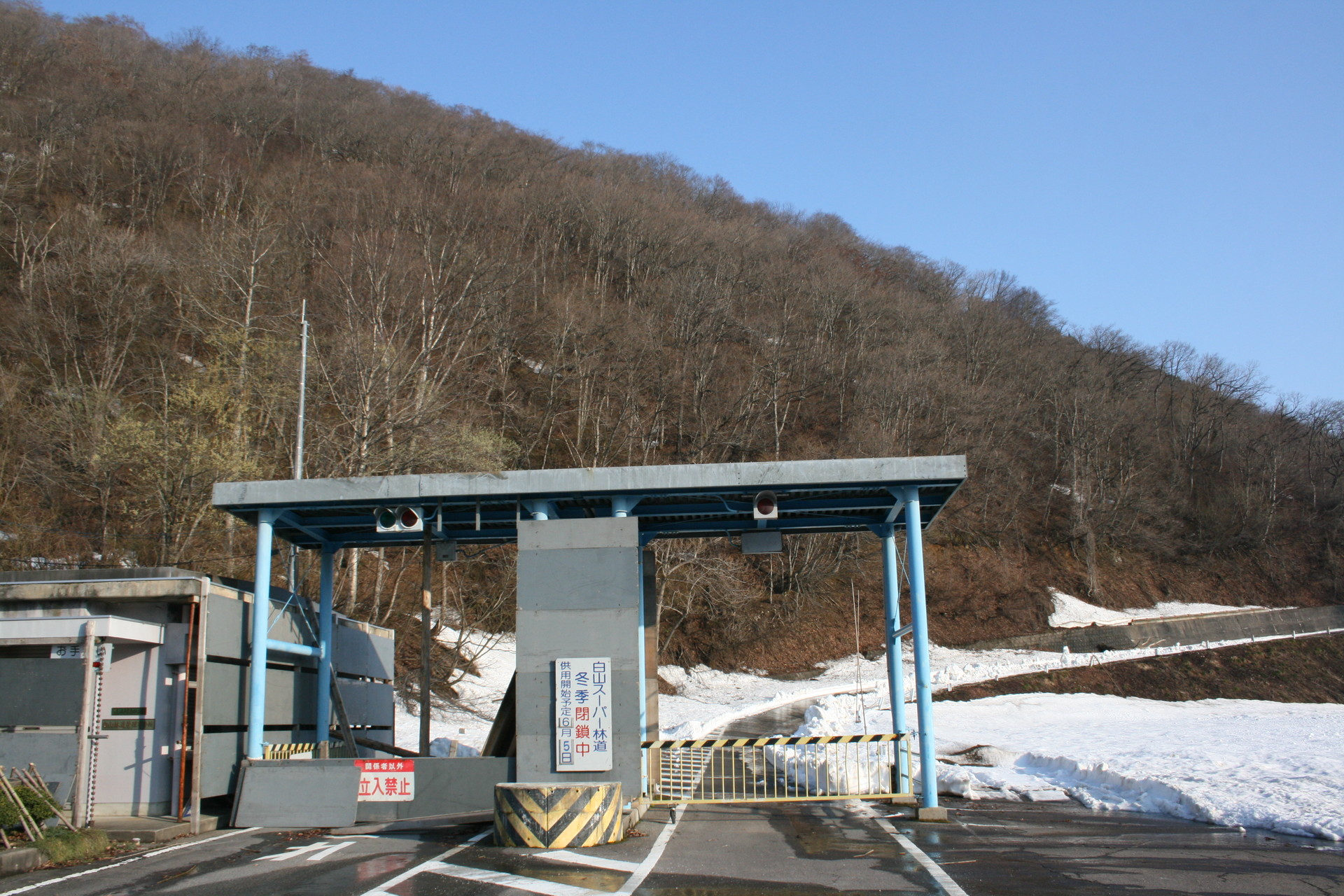
白山白川鄉White Road
於岐阜縣一方的馬狩收費站

在2014年前，普通車輛的通行費為3,240日圓。曾經被稱為「日本最貴收費道路」。在2015年（平成27年），通行費用大幅下降，新的費用大約是舊的費用五折。支付費用時不可使用ETC或信用卡（曾經可使用由道路關係四公團發行的Highway Card）。在降價後，於2015年度的行車架次比前年度多約2萬2千架。另外，由石川縣道路公社發行的儲值卡「石川之道路Card」也不能使用。在岐阜縣和石川縣也設有收費站，岐阜縣的收費站是設於馬狩，石川縣的收費站是設於中宮。
在2020年4月1日起，通行費用如下：
- 輕型車：單程 1,400日圓 來回 2,200日圓
- 普通汽車：單程 1,700日圓 來回 2,600日圓
- 小巴：單程 5,000日圓 來回 7,900日圓
- 大型巴士：單程 11,000日圓 來回 17,600日圓

若果在收費區間內迴轉，這樣也是收取單程費用。

### 通行規制
- 在冬季禁止通行 11月10日（會根據當年的氣象狀況而可能作出調整） - 6月上旬
- 當發生以下天氣狀況時，便會禁止通行[28]。
  - 一小時降雨量超過25毫米
  - 一日降雨量超過70毫米
  - 連續降雨量超過80毫米
  - 能見度少於20米
  - 風速超過15米/秒
  - 積雪、路面結冰時

### 蓮如茶屋
在岐阜縣白川村飯島設有一間由岐阜縣森林公社管理的商店「蓮如茶屋」。該商店是白山白川鄉White Road上唯一的商店（只於白山白川鄉White Road開放期間營業）。
「蓮如茶屋」建於1980年代，當時由白川村的大鄉產業振興組合管理。後來由於新冠肺炎和從業員高齡化，便於2020年夏季暫停營業。在2022年4月轉讓給岐阜縣森林公社。該處於2022年8月經過翻新後重開，重開時加設了休憩處和資料館，成為一座多用途設施。

## 注腳

## 相關項目
- 日本一般收費道路列表（日语：日本の一般有料道路一覧）
- 日本林道列表（日语：日本の林道一覧）
- 超級林道（日语：スーパー林道）
- 飛驒·美濃紅葉三十三選（日语：飛騨・美濃紅葉三十三選）
- 小松白川聯絡道路（日语：小松白川連絡道路）
- 白山國立公園
- 姥瀑布（日语：姥ヶ滝）
- 中宮溫泉（日语：中宮温泉）

## 外部連結
- 白山白川鄉White Road 官方網站 （页面存档备份，存于）（日語）
- 白山白川鄉White Road的X（前Twitter）
- Hot 石川旅Net 白山白川鄉White Road （页面存档备份，存于）（日語） - 石川縣觀光聯盟
- 岐阜之旅Guide 白山白川鄉White Road（舊白山超級林道）享受在大自然中駕駛! （页面存档备份，存于）（日語） - 岐阜縣觀光聯盟
- 白山白川鄉White Road （页面存档备份，存于）（日語） - 白川村
- 白山白川鄉White Road （页面存档备份，存于）（日語） - 岐阜縣林政部治山課